# Нене (фильм)
Нене́ (итал. Nenè) — итальянский фильм 1977 года. Фильм представляет собой историческую драму режиссёра Сальваторе Сампери, которая описывает повседневную жизнь в послевоенной Италии во время первых свободных выборов в 1948 году.
Фильм является адаптацией романа-бестселлера с одноимённым названием, написанного Чезаре Ланца, который получил премию Premio Sila в 1976 году.

## Сюжет
Фильм рассказывает о романтике и взрослении 9-летнего Жу, познакомившегося со своей 15-летней кузиной Нене, на фоне тяжелой семейной жизни и национальной политической напряженности.